# Arrenurus rheophilous
Arrenurus rheophilous är en kvalsterart som beskrevs av Lavers 1945. Arrenurus rheophilous ingår i släktet Arrenurus och familjen Arrenuridae. Inga underarter finns listade i Catalogue of Life.